# Karwon
Karwon – organiczny związek chemiczny z grupy terpenów, podgrupy monoterpenów zaliczany do monocyklicznych nienasyconych ketonów terpenowych. Jest to bezbarwna ciecz o temperaturze wrzenia 230 °C.
Ma jedno centrum chiralności i występuje w dwóch odmianach enancjomerycznych różniących się zapachem: (S)-(+)-karwon ma zapach kminku, a (R)-(–)-karwon – mięty.
Jest rozpowszechniony w przyrodzie. Np. (S)-karwon wraz z (R)-limonenem są głównymi składnikami olejku kminkowego, a (R)-karwon występuje w mięcie zielonej. (S)-Karwon otrzymuje się z olejku kminkowego przez ekstrakcję. Można też go otrzymać przez destylację z parą wodną suszonych nasion kminku.
Oba enancjomery można otrzymać w sposób stereospecyficzny z odpowiednich enancjomerów limonenu:
(S)-limonen → (S)-karwon
(R)-limonen → (R)-karwon

## Zastosowanie
Stosowany jest w medycynie (działa stymulująco na ośrodkowy układ nerwowy), a także do wyrobu perfum i lakierów, jako środek zapachowy.